# Деол, Эша
Эша Деол Тахтани (англ. Esha Deol Takhtani; род. 2 ноября 1981) — индийская актриса

 и модель, снимается в фильмах преимущественно на хинди. Она родилась в семье актёров-политиков Дхармендры и Хемы Малини. Деол дебютировала в 2002 году в фильме Koi Mere Dil Se Poochhe. Роль в фильме принесла ей номинации и награды, включая премию Filmfare Award за лучшую дебютную женскую роль.

## Ранние годы
Эша Деол родилась 2 ноября 1981 года в Бомбее (сейчас Мумбаи). Она старшая дочь в семье болливудских актёров Дхармендры и Хемы Малини. У неё есть младшая сестра Ахана. А также Деол единокровная сестра актёров Санни и Бобби Деол и двоюродная сестра актёра Абхая Деола. По линии отца она панджабка, а по линии матери — тамилка. С матерью и сестрой она говорит на тамильском языке.
В школьные годы она увлекалась футболом и играла на позиции полузащитника. Она была капитаном своей школьной футбольной команды, на государственном уровне представляла свой колледж по гандболу, а также была выбрана в национальную женскую сборную Индии по футболу.

## Карьера

### Дебют: 2002—2003 годы
В 2002 году она начала свою актёрскую карьеру с главной роли в фильме Виная Шуклы Koi Mere Dil Se Poochhe. Афтаб Шивдасани, Санджай Капур, Джайя Бхадури и Анупам Кхер играли второстепенные роли в этом фильме. Фильм провалился в прокате, а игра Деол вызвала неоднозначную реакцию критиков. Савера Р. Сомешвар из издания Rediff.com писала: «Эша, как личность, излучает уверенность, которая почти граничит с высокомерием». Ракеш Будху из издания Planet Bollywood написал: «Она не ужасна, но, учитывая шумиху, требования и сравнения, она, безусловно, не на высоте. … Конечно, её нельзя назвать неудачницей, и если вы её поклонник, вы можете иначе оценить её игру, не теряя веру в её успех в будущих проектах». Но несмотря на неоднозначные отзывы и провал в кассовых сборах, Деол получила множество наград за эту роль, в том числе премию Filmfare Award за лучшую дебютную женскую роль на 48-й церемонии Filmfare Awards в 2003 году.
Второй работой Деол стала роль в любовном треугольнике Арджуна Саблока Na Tum Jaano Na Hum вместе с Саифом Али Ханом и Ритиком Рошаном. Таран Адарш, обозреватель издания IndiaFm, похвалил её игру и написал: «Эша Деол удивляет нас зрелой игрой. Она берет на себя роль с предельной искренностью и выходит с естественной игрой. Её игра гораздо лучше по сравнению с дебютным фильмом». Бхавна Джани из издания Rediff.com высоко оценила игру и танцы Деол и сравнила её с матерью актрисы, Хемой Малини. Третьей работой актрисы в этом году стала роль вместе с Тусшаром Капуром в фильме Санджая Чхела Kyaa Dil Ne Kahaa. Это был её третий провал подряд, но она заслужила признание критиков. Так Таран Адарш отметил, что эта была её лучшая роль по сравнению с двумя предыдущими фильмами.
Первые два фильма с участием Деол Kucch To Hai и Chura Liyaa Hai Tumne, вышедшие в прокат в 2003 году, также провалились. За игру в Kucch To Hai актриса получила неоднозначные отзывы от Тарана Адарша, который написал: «Эша Деол показывает улучшение с точки зрения производительности, а также её общего внешнего вида». А вот игру Деол в Chura Liyaa Hai Tumne Таран Адарш оценил, как «нормальную».
Деол была одной из героинь многосерийного военного эпоса Дж. П. Датты LOC: Kargil, где играла в паре с Абхишеком Баччаном. И хотя актриса и все другие героини не могли показать большой профессиональный размах, она заслужила признание критиков за свою игру. Этот фильм стал шестым самым кассовым фильмом года.

### Прорыв: 2004—2008
В 2004 году Деол дебютировала в тамильском кино. Она сыграла учительницу французского в политическом фильме Мани Ратнама Aaytha Ezhuthu составив пару актёру Сурье. Она заслужила признание критиков за своё выступление. Издание Sify.com определило её как «удивительно свежую и искрящуюся». Чтобы подготовиться к своей роли, Деол изучала особенности тамильского языка с помощником Мани Ратнама Р. Каннаном. Это был единственный тамильский фильм, в котором она когда-либо снималась. А завершив съёмки в нём, она начала сниматься в хинди версии картины, которая называется Yuva. В картине Yuva она повторила роль но уже в паре с Аджаем Девганом. Релиз обоих картин прошёл в один день, но оба фильма так и не получили успеха. А Yuva и вовсе провалился в прокате.
Наконец Деол достигла прорыва в своей карьере, сыграв роль в боевике «Байкеры» кинокомпании Yash Raj Films, он вышел на экраны в 2004 году. Деол снималась в фильме с Абхишеком Баччаном, Джоном Абрахамом, Удаем Чопра и Рими Сен. Это была первая роль Деол в картине такого жанра. Фильм стал хитом в прокате и занял четвёртое место по кассовым сборам. Деол не показала великолепной игры в фильме, но роль принесла ей номинацию на премию за лучшую женскую роль второго плана на 6-й премии IIFA Awards.
После успеха фильма «Байкеры» Деол вместе с Акшаем Кумаром снялась в военном фильме Кришны Вамси Insan. Это был её первый фильм в 2005 году, который, провалился в прокате. Следующим фильмом, в котором снялась Деол, стал Main Aisa Hi Hoon, являющийся ремейком голливудского фильма «Я — Сэм» (2001), с Аджаем Девганом в главной роли. Деол сыграла второстепенную роль, но заслужила прекрасный отклик критика Патси Н. Субхаш К. Джа из издания IANS также написала хвалебный отклик: «Эша Деол в роли умирающей бездомной и дезадаптированной Майи представляет собой смесь Зинат Аман в Hare Rama Hare Krishna и Анурадхи Патель в Ijaazat. Играет этого отстраненного персонажа Эша Деол, как актриса. Её далекий взгляд, полный боли, гнева, пренебрежения и незащищенности, останется с вами ещё долго после фильма. Да, она тоже повзрослела вместе с хинди-кинематографом».
В 2007 году критики положительно оценили Деол в роли печального призрака в картине Рама Гопала Вармы Darling. Следующим её фильмом стала картина Cash, в которой она снова сыграла вместе с Аджаем Девганом, а также с Ритешем Дешмукхом и Зайедом Ханом.
В 2008 году Деол исполнила свой первый музыкальный номер в фильме Аджая Девгана Sunday, после чего снялась в фильме Hijack и ушла в творческий отпуск на два года.

### Возвращение: 2011 — настоящее время
Следующим фильмом, в котором снялась Деол стал Tell Me O Kkhuda, режиссёром и продюсером которого выступила её мать Хема Малини. Он вышел на экраны в 2011 году. Деол сыграла в нём главную роль вместе с Арджаном Баджвой, Винодом Кханна, Риши Капуром и своим отцом Дхармендрой.
В феврале 2020 года на своей странице в Instagram она анонсировала выпуск своей первой книги «Amma Mia!». Книга представляет собой практическое руководство по воспитанию и питанию детей.

## Личная жизнь
В феврале Эша Деол обручилась со своим бойфрендом Бхаратом Тахтани. Он бизнесмен, в июне 2012 года пара сыграла свадьбу. В апреле 2017 года было официально заявлено, что пара ожидает своего первенца. В октябре 2017 года в больнице Хиндуджа в Мумбаи Деол родила дочь. Девочку назвали Радхья. А в июне 2019 года на свет появилась вторая совместная дочь пары Мирая.
В начале 2024 года Эша объявила, что подала на развод. 